# John Yeldham Whitfield

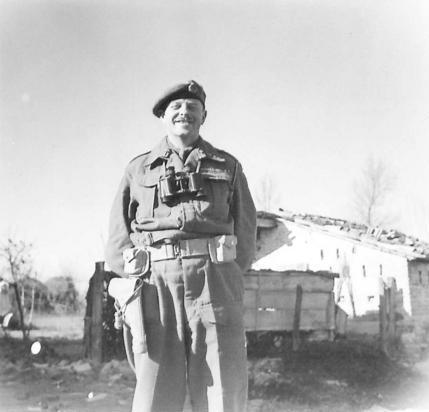
John Yeldham Whitfield

John Yeldham Whitfield, CB, DSO&Bar, OBE (* 11. Oktober 1899 in Leamington Spa, Warwickshire; † 23. September 1971) war ein britischer Offizier und zuletzt Generalmajor der British Army.

## Leben

### Ausbildung und Verwendungen als Offizier und Zweiter Weltkrieg
John Yeldham Whitfield, Sohn des anglikanischen Geistlichen Reverend F. W. G. Whitfield, absolvierte nach dem Besuch der Monmouth School for Boys eine Kadettenausbildung am Royal Military College Sandhurst. Nach dem Abschluss wurde er am 20. Dezember 1918 als Second Lieutenant des Queen’s Royal Regiment (West Surrey) in die British Army übernommen und fand in den folgenden Jahren zahlreiche Verwendungen als Offizier sowie Stabsoffizier. Er war zwischen 1935 und 1936 Absolvent des Staff College Camberley, an dem Geoffrex Bourne, Roger Bower, Eric Bols, Robert Arkwright, Lewis Lyne, Freddie de Guingand, Stephen Shoosmith, Charles Keightley, Walter Lentaigne, Horatius Murray, Terence Airey und Gerald Lloyd-Verney zu seinen Jahrgangskameraden gehörten.
Während des Zweiten Weltkrieges wurde er als Kommandeur des 2./5. Bataillons des Queen’s Royal Regiment (West Surrey) für seine militärischen Verdienste 1942 als Officer des Order of the British Empire (OBE) sowie 1943 als Companion des Distinguished Service Order (DSO) ausgezeichnet. Im weiteren Kriegsverlauf war er vom 10. bis 16. Oktober 1943, 13. bis 28. November 1943 und vom 8. bis 21. Januar 1944 kommissarischer Kommandeur der in Italien eingesetzten 169. Infanteriebrigade (Acting Commanding Officer, 169th (3rd London) Infantry Brigade). Danach war er als Brigadier zwischen dem 22. Januar und dem 29. April 1944 Kommandeur der 15. Infanteriebrigade (15th Infantry Brigade), die ebenfalls an Operationen während des Italienfeldzuges teilnahm. Daraufhin war er zwischen dem 19. und 21. April 1944 vorübergehend Kommandeur der gleichfalls in Italien eingesetzten 17. Infanteriebrigade (15th Infantry Brigade) Daraufhin war er zwischen dem 19. und 21. April 1944 vorübergehend Kommandeur der gleichfalls in Italien eingesetzten 17. Infanteriebrigade (15th Infantry Brigade) Er wurde im Anschluss vom 6. Mai bis zum 2. Juli 1944 abermals Kommandeur der 15. Infanteriebrigade, die nunmehr in Nordafrika zum Einsatz kam. Für seine Verdienste wurde ihm 1944 eine Wiederholungsspange (Bar) zum Distinguished Service Order verliehen. Zuletzt kehrte er nach Italien zurück und war dort nach seiner Beförderung zum Major-General als Nachfolger von Major-General Gerald Templer vom 25. Juli 1944 bis zu seiner Ablösung durch Major-General Gerald Lloyd-Verney im September 1946 Kommandeur der 56. Infanteriedivision (General Officer Commanding, 56th (London) Infantry Division). In Anerkennung seiner militärischen Verdienste wurde er 1945 auch zum Companion des Order of the Bath (CB) ernannt.

### Generalmajor und Nachkriegszeit
Im Oktober 1946 wurde er Nachfolger von Major-General John Churcher als Kommandeur der 50. Infanteriedivision (50th (Northumbrian) Infantry Division) und hatte dieses Kommando bis Januar 1948 inne, woraufhin Major-General Charles Loewen ihn ablöste. Zugleich fungierte er in Personalunion von Oktober 1946 bis Januar 1948 als Kommandeur des Militärbezirks Northumbria (District Officer Commanding Northumbrian District). Anschließend war zwischen Januar 1948 bis Januar 1951 Chef des Stabes des Heereskommando Nord (Chief of Staff, Northern Command) sowie zuletzt von 1952 bis zu seinem Eintritt in den Ruhestand 1955 Inspekteur für das Rekrutierungswesen im Kriegsministerium (Inspector of Recruiting, War Office). Darüber hinaus übernahm er 1954 von General Sir George Giffard das Ehrenamt des Colonel des Queen’s Royal Regiment und bekleidete dieses bis zur Zusammenlegung dieses Regiments mit dem East Surrey Regiment zum Queen’s Royal Surrey Regiment 1959.

## Hintergrundliteratur
- Nick Smart: Biographical Dictionary of British Generals of the Second World War. Pen & Sword, Barnesley 2005, ISBN 1-844-1-5049-6.